# 어살

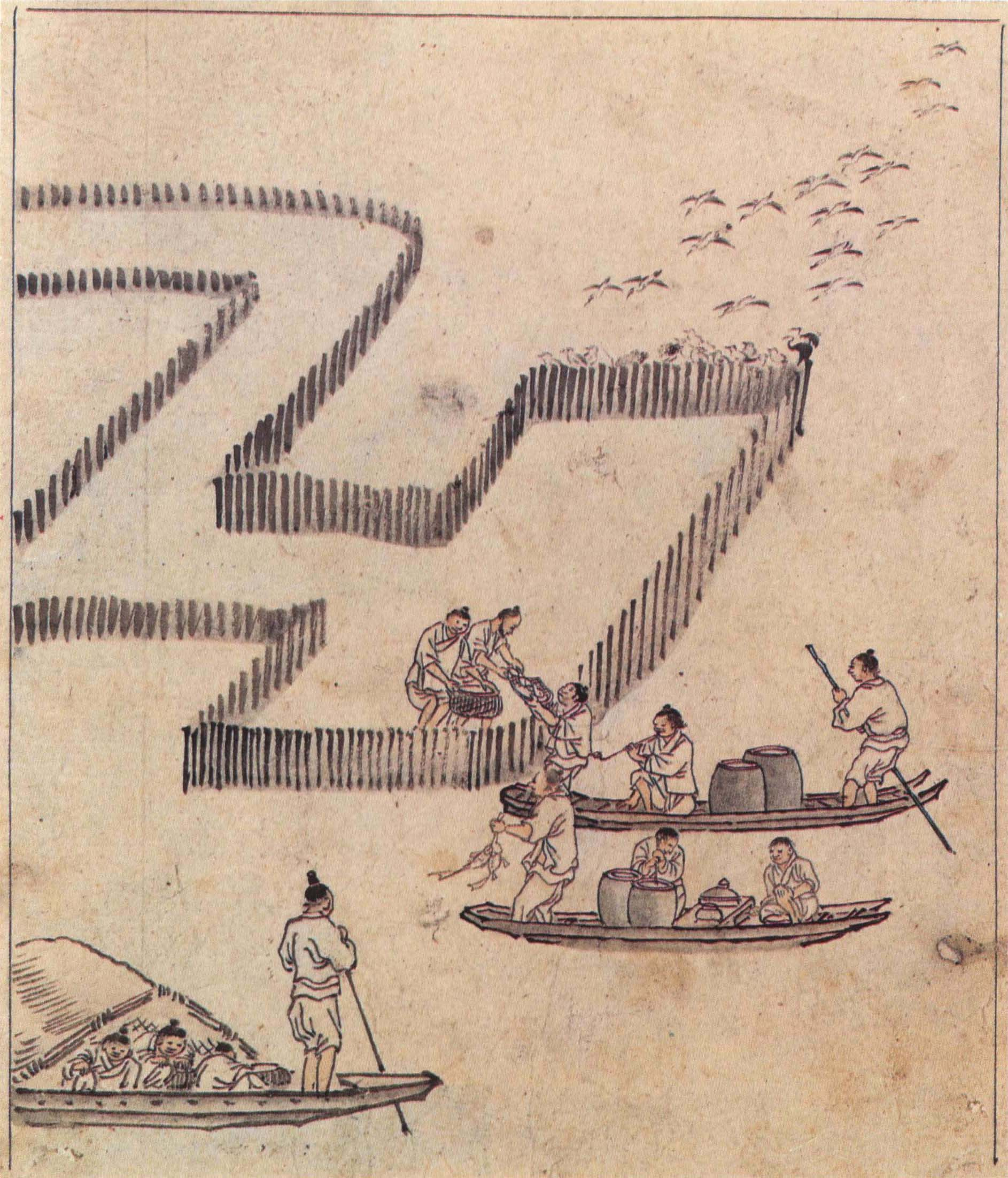
김홍도의 〈고기잡이〉에 드러난 어살을 이용한 전통 어로 방식

어살(魚-) 또는 어전(漁箭)은 개울이나 강, 바다 등에 싸리, 참대, 장나무 등을 날개 모양으로 둘러치거나 꽂아 나무 울타리를 치거나 돌을 쌓은 다음 그 가운데에 그물을 달아 두거나 길발, 깃발, 통발과 같은 장치를 하여 그 안에 고기가 들어가서 잡히도록 하는 어로 방식, 또는 그러한  장치를 가리킨다. 바다에나 강 하구에서는 밀물 때 연안으로 몰려들었다가 썰물 때 빠져나가지 못하는 물고기가 잡힌다. 회유성 어류가 회유는 길목에 어살이 설치되기도 한다.
한국의 전통 어로 방식으로, 대한민국 국가무형문화재 제138-1호로 지정되기도 하였다.

## 역사
어살은 《삼국사기》나 《고려사》 등 고려 시대의 문헌기록에서 찾아볼 수 있으며, 《세종실록지리지》와 《신증동국여지승람》 등 조선 초기 문헌에서까지는 어량(魚梁)으로 불리기도 하였다.
상업이 발달하고 해산물에 대한 수요가 증가한 조선 후기(16~17세기)에는 어살이 지역 특성에 맞게 변형되 서해안의 주벅, 남해안의 방렴, 장살 등 여러 가지 형태가 나타난다.
1970년대 이후 연근해 어선 어업이 발달하면서 어살을 포함한 전통어로방식은 상대적으로 쇠퇴하였으나, 남해군 지족해협과 사천시 마도, 저도 등에 설치된 죽방렴 멸치잡이 등은 현재까지 전승된다.

## 종류

### 주목망
주목망(柱木網)은 서해 연안에서 조기 등이 회유하는 길목의 바다 밑에 나무 기둥을 박고, 그 사이에 큰 그물(정치망, 定置網)을 펼쳐 달아서 조류에 밀리는 물고기를 받아 잡는 어로 방식이다.

### 죽방렴
죽방렴(竹防廉) 또는 대나무 어사리는 물살이 드나드는 좁은 바다 물목에 대나무 기둥을 세운 다음, 기둥과 기둥 사이를 대나무 발 그물로 엮어서 물고기를 잡는 어로 방식이다.

## 같이 보기
- 보 (수리 시설)